# Collita (joc de cartes)
La collita és un joc de cartes català que es juga amb la baralla espanyola sense comodins. Es juga per parelles, amb un mínim de 4 persones, o també en dos grups de tres persones, per tant, un màxim de 6 persones.

## Normes del joc
- Es juga per parelles, que han de seure l'un davant l'altre.
- Cada jugador juga amb 4 cartes, que només ell podrà veure.
- A cada torn s'ha de llançar una carta, i quan acabi la basa, tothom haurà d'agafar una carta de la pila per tal de tenir-ne 4.

## Funcionament del joc
- El joc consisteix a guanyar les cartes del coll d'oros. Cada carta d'oros té una puntuació, per tant, qui més punts faci al final de la partida, guanya.
- En aquest joc el coll de les cartes és essencial per al seu desenvolupament.

### Colls
- Oros: els oros representen la riquesa, i per guanyar la parella de jugadors n'ha d'aconseguir tants com pugui.
- Copes: les copes serveixen per aconseguir els oros, només es podran guanyar els oros si es llancen cartes de copes.
- Bastos: els bastos serveixen per trencar les copes de l'adversari, i així endur-se els oros.
- Espases: les espases serveixen per tallar els bastos de l'adversari, i així endur-se els oros.

## Desenvolupament del joc
- L'escala de la carta més petita a la més gran és: 2 3 4 5 6 7 8 9 10 11 12 1
- Per endur-se qualsevol carta d'oros algú ha de llançar qualsevol carta de copes (no importa la xifra), per exemple, amb un 2 de copes es pot guanyar l'as d'oros.
- Per poder superar les copes, és a dir, trencar-les, i guanyar els oros, cal superar la xifra de la carta de copes amb una carta de bastos. Per exemple, si el primer jugador llença una carta d'oros, el segon un 4 de copes, el tercer podrà llançar o bé una carta de copes superior al 4 o bé una carta de bastos superior al 4.
- Per poder superar els bastos, és a dir, tallar-los, i guanyar els oros, cal superar la xifra de la carta de bastos amb una carta d'espases. Agafant l'exemple anterior, el quart jugador podrà endur-se els oros si llança una carta d'espases superior al 4 (o bé una carta de bastos o copes superior al 4).
- Si cap jugador de la partida llança una carta de copes i hi ha algú que llança oros, ningú no s'enduu la basa, i per tant, es diu que queda "seca".
- Guanya la basa qui tiri la carta de copes més alta (o de bastos si trenca les copes o d'espases si talla els bastos).
- L'as d'oros és l'única carta que pot endur-se la basa sense necessitat que algú de la partida llanci copes. En el cas, però, que algú llanci copes, l'as d'oros el guanyarà aquell que les llanci (en aquest cas s'anomena "calçar el bolet", i si es guanya l'as d'oros amb el 2 de copes s'anomena "fer mitja"; en el cas que algú guanyi l'as d'oros amb el 2 de copes l'as comptarà 6 punts).
- Si algú llança l'as d'oros durant la partida, aquell qui tingui el 7 d'oros podrà intercanviar-lo, és a dir, deixarà el 7 damunt la taula i es quedarà l'as, que el podrà llançar més endavant. Aquest intercanvi no es podrà fer, però, quan sigui l'últim jugador de la basa qui llanci l'as. Sovint el 7 d'oros s'anomena el "cabàs".

## Puntuació de les cartes
Hi ha 22 punts (o 23), repartits de la següent manera:
- As: 5 punts (o 6 punts si es guanya amb el 2 de copes)
- Rei: 4 punts
- Cavall: 3 punts
- Sota: 2 punts
- La resta de cartes d'oros (del 2 al 9) compten cadascuna 1 punt.

Si hi ha empat, guanya la parella que s'hagi endut l'as d'oros.
En cas que algú guanyi l'as d'oros amb el 2 de copes, l'as comptarà 6 punts.

## Estratègies
- Els jugadors poden parlar entre ells durant la partida.
- L'estratègia a seguir és que un de la parella llenci oros i l'altre copes per tal d'endur-se la basa. Mentrestant, l'altra parella ha de superar les copes o bé trencar-les amb bastos per tal d'endur-se els oros.

## Vocabulari específic del joc
- Bolet: 1 d'oros.
- Cabàs: 7 d'oros.
- Calçar: s'anomena així el fet d'endur-se l'as d'oros amb una carta de copes.
- Collita seca: s'anomena així la basa on hi ha oros però no hi ha copes, per tant ningú no s'endú la basa. També s'anomena així la basa on ningú no llança oros.
- Falç: 1 d'espases.
- Fer mitja: s'anomena així el fet d'endur-se l'as d'oros amb el 2 de copes.
- Trencar copes o trencar: s'anomena així quan es llança cartes de bastos.
- Tallar bastos o tallar: s'anomena així quan es llança cartes d'espases.